# 平壌八景

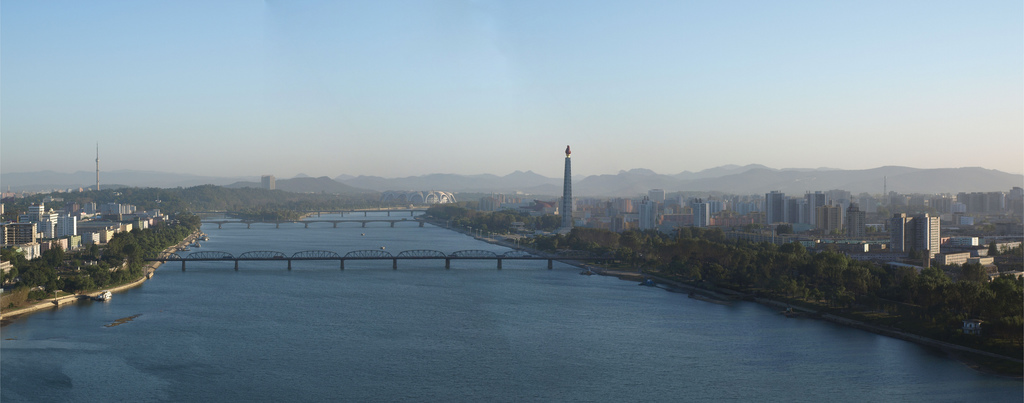
現在の平壌を流れる大同江を羊角島より望む。右は主体思想塔、奥は牡丹峰

平壌八景（へいじょうはっけい）は李氏朝鮮時代から伝わる朝鮮民主主義人民共和国平壌市の8つの美しい景色である。

## 概要
平壌八景は李氏朝鮮時代から伝わる、往時の平壌の8つの美しい景色である。平壌は歴史上、箕城（きじょう；殷商が滅びた時にその遺臣・箕子が平壌へ来て箕子朝鮮を作ったといわれているため） 黄城、西都、鎬京などとも呼ばれたことがあるので、、 「箕城八景」などと呼ぶ人もいる。
もともと、李朝の詩人・曹偉が書いた「西京八頌」（西京は当時の平壌の呼称）という漢詩に由来する。中国・北宋から伝わる瀟湘八景に習って作られた。

## 八景の内容
平壌八景の内容は次の通り。
- 乙密賞春 （朝鮮語：을밀상춘） - 牡丹峰の乙密台
- 浮碧翫月 （부벽완월） - 浮碧楼
- 永明尋僧 （영명삼승） - 永明寺
- 普通送客 （보통송객） - 普通江
- 車門泛舟 （거문범추） - 大同江
- 蓮塘聴雨 （련당청우） - 大同門から鐘路への道にあった池
- 竜山晩翠 （룡산만취） - 龍岳山
- 馬灘春漲 （만탄춘경） - 大同江の馬灘

## 参考
1. ↑  箕子の東方移動（中国語）
2. 1 2  平壌（百度百科） （中国語）
3. ↑  平壌八景（中国語）
4. ↑  朝鮮語呼称は 平壌八景（中国語）に依った。

## 参照項目
- 八景
- 瀟湘八景
- 朝鮮八景
- 関東八景
- 関西八景